# محمدحسن نامی
محمدحسن نامی (زادهٔ ۸ آبان ۱۳۳۲ در بیجگان) نظامی و سیاستمدار ایرانی است که از مهر ۱۴۰۳ مشاور و دستیار ویژه وزیر کشور است. وی پیش‌تر از اسفند ۱۴۰۰ تا مهر ۱۴۰۳ به‌عنوان رئیس سازمان مدیریت بحران فعالیت می‌کرد. او در دولت دهم از سال ۱۳۹۱ تا ۱۳۹۲ و کمتر از یک سال سمت وزیر  ارتباطات و فناوری اطلاعات را برعهده داشت.
او به عنوان نیروی نظامی و با رسته پیاده به نیروی زمینی ارتش ملحق گردید و در طول جنگ ایران و عراق در عملیات‌های متعددی حضور داشته است و بیش از ۱۰۰ ماه در مناطق جنگی و نظامی سابقه فعالیت دارد. او پس از پایان جنگ به عنوان نماینده ارتش به کشور کره اعزام گردید و بعد از آن به سمت معاونت اطلاعات ستاد مشترک ارتش جمهوری اسلامی برگزیده شد در سال ۱۳۸۴ و در زمان تصدی مصطفی محمدنجار در وزارت دفاع و پشتیبانی نیروهای مسلح، او به سمت ریاست سازمان جغرافیایی نیروهای مسلح منصوب گردید و تا سال ۱۳۹۱ این سمت را در اختیار داشت.
از دیگر فعالیت‌های وی در دوران تصدی‌گری ریاست سازمان جغرافیایی می‌توان به تألیف و ترجمه بیش از ۳۰ عنوان کتاب در حوزه جغرافیای سیاسی و منطقه‌ای اشاره کرد. همچنین طرح‌های نوآورانه و چالش‌برانگیزی در این دوران مطرح گردید که از این بین می‌توان به تغییر مساحت ایران از ۱۶۴۸۱۹۵ کیلومتر مربع به ۱۸۵۰۰۰۰ کیلومتر مربع اشاره نمود.
او پس از برکناری رضا تقی‌پور در آذرماه سال ۱۳۹۱ و سرپرستی علی نیکزاد وزیر راه و شهرسازی بر این وزارتخانه، محمود احمدی‌نژاد رئیس‌جمهور ایران در بهمن‌ماه ۱۳۹۱ محمدحسن نامی معاون وزیر دفاع را به عنوان سرپرست وزارت ارتباطات و فناوری اطلاعات منصوب کرد.
نمایندگان مجلس شورای اسلامی در جلسه علنی ۸ اسفند ۱۳۹۱ محمدحسن نامی، وزیر پیشنهادی دولت برای وزارت ارتباطات و فناوری اطلاعات را با ۱۷۷ رای موافق از مجموع ۲۴۳ رای برای تصدی این وزارتخانه انتخاب کردند.

## سوابق تحصیلی و آموزشی
- دکتری ژئوپلتیک دانشگاه علوم و تحقیقات
- دکتری مدیریت دولتی
- دکتری مدیریت استراتژیک داعا
- طی دوره دانشگاه فرماندهی و ستاد
- طی دوره نقشه‌برداری و نقشه خوانی پیشرفته
- طی دوره عالی در دانشکده شیراز
- طی دوره جنگ الکترونیک
- طی دوره شناخت و عملکرد ماهواره ای
- طی دوره رمزگشایی ماهواره ای سنجش از دور (RS)

## مسئولیت‌ها و سوابق اجرایی و عضویت در نهادها

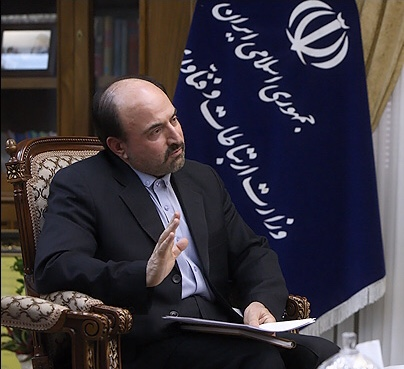
نامی هنگام تصدی وزارت ارتباطات و فناوری اطلاعات در دفتر کارش

- وزیر ارتباطات و فن آوری اطلاعات دولت دهم جمهوری اسلامی ایران
- معاون ستاد مشترک ارتش جمهوری اسلامی ایران
- معاون وزیر دفاع و رئیس سازمان جغرافیایی
- وابسته جمهوری اسلامی ایران در شرق آسیا
- رئیس گروه مطالعاتی محیط‌شناسی و تهدیدشناسی مرکز مطالعات استراتژیک
- رئیس گروه مطالعاتی ژئوپلیتیک مرکز مطالعات راهبردی و دانشگاه عالی دفاع
- عضو هیئت علمی دانشگاه علوم و فنون فارابی (دانشیار پایه ۳۱)
- استاد مدعو دانشگاه‌های تهران، واحد علوم و تحقیقات، تهران مرکز
- قائم مقام بنیاد حفظ آثار و نشر ارزش‌های دفاع مقدس
- مشاور کمیسیون امنیت ملی و سیاست خارجی مجلس شورای اسلامی
- از اعضای هیئت علمی وابسته دانشگاه عالی دفاع
- رئیس کمیسیون تنظیم و مقررات ارتباطات
- مسئول پایش و راهبری محور مأموریتی تولید اطلاعات جغرافیایی و پایش مرزها در نظام پیمان
- رئیس کمیته امنیت فضای تبادل اطلاعات (افتا)
- رئیس اجرایی هیئت فنی ج. ا . ایران و جمهوری عراق در پیاده‌سازی قرارداد علائم مرزی دوکشور
- عضو گروه پدافند غیرعامل کشور
- عضو و دبیر هیئت امنای سازمان جغرافیایی
- استاد مشاور مطالعات گروهی دانشکده فرماندهی ستاد
- عضو کنفرانس دائمی IHO
- عضو انجمن ژئوپلیتیک ایران[۵]

## پروژه‌های اجرایی و ثبت ملی
- ثبت ملی اثر (نقشه) به نام نقشه جدید جهان با مرکزیت شهر مکه (نصف النهار مبدأ مکه)
- ثبت ملی اثر (کتاب) مساحت و طول مرزهای جمهوری اسلامی ایران
- ثبت ملی اثر (اطلس) به نام اطلس شیعه
- طراحی و تولید سامانه رمزگشایی داده‌های ماهواره ای سنجش از دور
- طراحی و ایجاد شبکه موقعیت‌یاب آنی ملی
- توسعه سایت‌های دریافت داده‌های ماهواره ای سنجش از دور
- توسعه سایت‌های محرک داده‌های ماهواره ای
- طراحی و ایجاد مرکز پایش اهداف استراتژیک
- طراحی و ایجاد وب سایت ملی بصیر زیر بنای اصلی دولت الکترونیک
- کالیبراسیون میدانی ارتفاع سنجی ماهواره ای
- ردیابی و رهگیری کلیه ماهواره‌های سنجش از دور
- شناسایی کانون‌های گردوغبار ورودی غرب کشور با استفاده از تصاویر ماهواره ای
- امکان‌سنجی و راه اندازی سامانه استخراج اطلاعات سه بعدی با استفاده از سکوی پرنده بدون سرنشین
- مطالعه و تحقیق چگونگی ساخت سیستم‌های تعیین موقعیت نجومی
- توسعه شبکهٔ فیبر نوری کشور در جهت دستیابی به شبکه ملی اطلاعات در راستای منویات رهبر معظم انقلاب
- تفکیک شبکه فیبر نوری کشور در جهت دستیابی به شبکهٔ ملی اطلاعات در راستای منویات رهبر معظم انقلاب
- اجرای شبکه سیگنالینگ یک پارچه کشوری در شبکهٔ ارتباطات زیر ساخت

## تشویق، تقدیر و نشان‌های افتخار
- دریافت نشان درجه ۲ خدمت کشوری
- دریافت لوح تقدیر از رئیس‌جمهور به عنوان مدیر برگزیده در امور فضایی
- کسب رتبه سوم پژوهش‌های راهبردی از بیست و چهارمین جشنواره بین‌المللی خوارزمی
- دریافت تقدیرنامه جهت انتخاب اثر برگزیده در سومین همایش قلم و اثر ارتش جمهوری اسلامی ایران
- نویسنده منتخب کتاب سال از سوی وزارت فرهنگ و ارشاد اسلامی پاییز ۱۳۸۸

### آرم‌ها
| دافوس                 | چتربازی درجه سه |
| دانشگاه عالی دفاع ملی | آجا             |

### نوار نشان‌ها
|  |  |  |
|  |  |  |
|  |  |  |
|  |  |  |

### نام نشان‌ها
|                        | نشان ورزش    |                     |
| نشان ایثار             | نشان جانبازی | نشان سربلندی        |
| دوره سوم دانشگاه افسری | دوره دافوس   | دوره علوم استراتژیک |
| دوره دوم دانشگاه افسری | دوره مقدماتی | دوره عالی           |

## انتخابات ۱۴۰۰
در نخستین روز (۲۱ اردیبهشت ۱۴۰۰) آغاز ثبت‌نام انتخابات ریاست‌جمهوری ۱۴۰۰ با حضور در وزارت کشور به صورت رسمی نام‌نویسی کرد اما پس از مدتی به نفع سید ابراهیم رئیسی کناره‌گیری کرد.